# Rustenhart
Rustenhart (en alsacià Reschehart) és un municipi francès, situat a la regió del Gran Est, al departament de l'Alt Rin. L'any 2004 tenia 778 habitants. Limita amb Hirtzfelden al sud, Niederentzen i Oberhergheim a l'oest, Dessenheim al nord, Heiteren, Nambsheim i Balgau a l'est.

## Demografia
| 1962 | 1968 | 1975 | 1982 | 1990 | 1999 |
| ---- | ---- | ---- | ---- | ---- | ---- |
| 553  | 587  | 589  | 587  | 665  | 759  |

## Administració
| Període   | Identitat     | Partit |
| --------- | ------------- | ------ |
| 2001-2008 | Raymond Kuhn  |        |
| 2008-     | Agnès Kieffer |        |